# Spie Batignolles

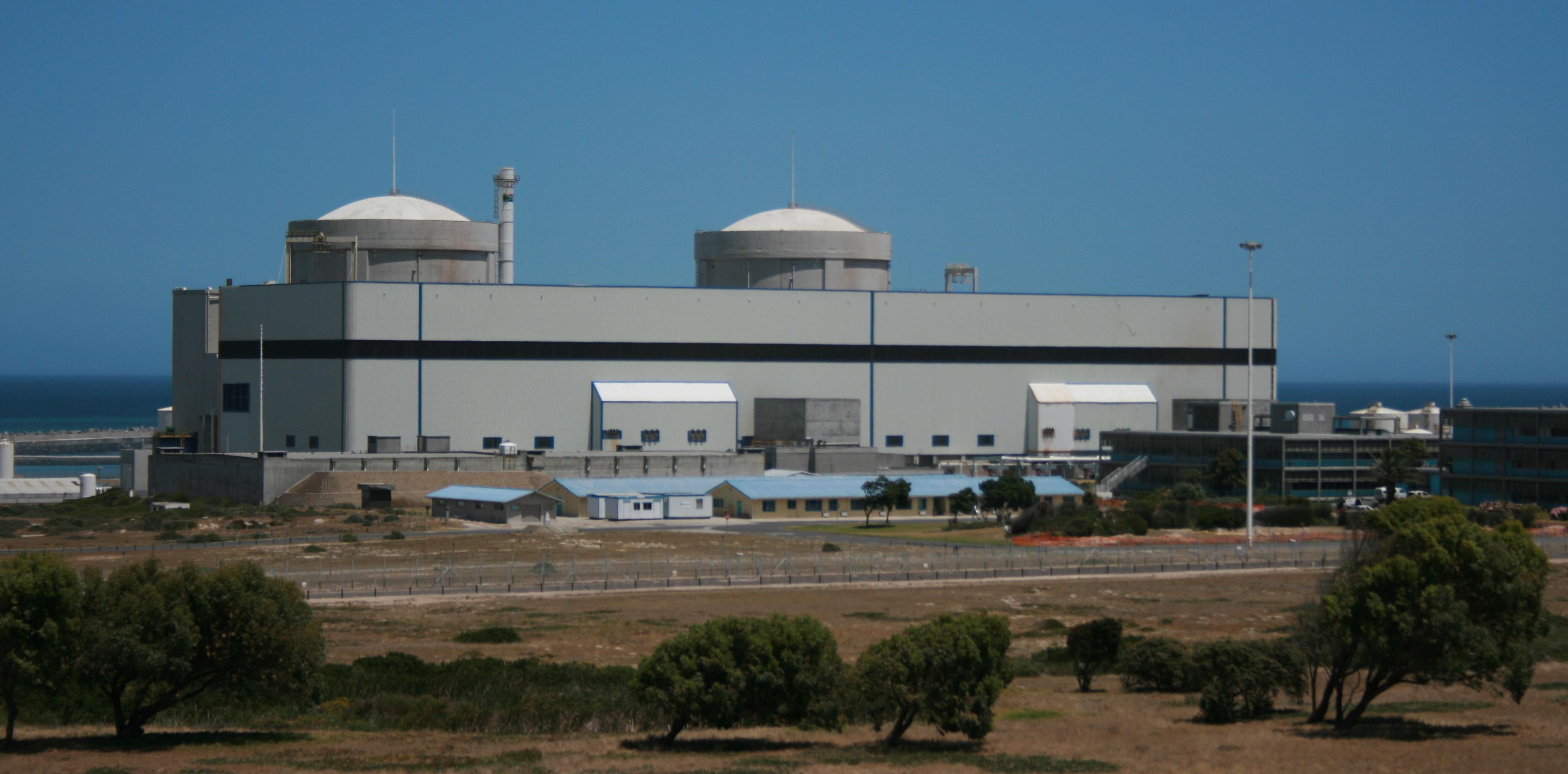
Das Kernkraftwerk Koeberg an dessen konventionellen Bauabschnitten Spie Batignolles beteiligt war

Spie Batignolles ist ein französischer Baukonzern.

## Hintergrund
Seinen Ursprung hat das Unternehmen in der Baugesellschaft Ernest Goüin et Cie, die 1846 von Ernest Goüin in Batignolles gegründet wurde. Dieses Unternehmen wurde 1872 in Société de Construction des Batignolles (SCB) umbenannt. Im Jahr 1968 kam es zu einer Fusion zwischen SCB und dem Industriedienstleister SPIE, woraus das fusionierte Unternehmen Spie Batignolles entstand. Nach der Übernahme des Schneider-Konzerns durch den neuen Hauptanteilseigner von Spie Batignolles, Édouard-Jean Empain, wurden die Unternehmen in der Empain-Schneider Gruppe vereinigt. Nach dem Verkauf aller Unternehmensanteile der Familie Empain an die Paribas-Bank 1981 wurde der Name auf „Schneider“ verkürzt, Spie Batignolles blieb jedoch Tochter des Konzerns mit Fokus auf das Baugeschäft. Eine Ausgliederung dieses Konzernteils erfolgte 1997 unter dem Namen Spie Batignolles durch die Mitarbeiter und mit dem britischen Anlagenbauer Amec als Minderheitseigner; Spie Batignolles wurde zu SPIE und konzentrierte sich zunehmend auf das Dienstleistungsgeschäft. Die neue Eigenständigkeit von SPIE endete 2003 aufgrund einer vollständigen Übernahme durch Amec; in der Folge wurde das Geschäft mit der konventionellen Bautätigkeiten im selben Jahr von leitenden Angestellten herausgekauft und unter dem historischen Namen Spie Batignolles fortgeführt. Die Beteiligungsgesellschaft Ardian hält 16,7 % der Anteile.

## Abgeschlossene Projekte
Zu den abgeschlossenen Bauprojekten mit Beteiligung von Spie Batignolles gehören:
- Kernkraftwerk Koeberg, Fertigstellung 1984
- Transgabonais, Fertigstellung 1987
- Pont de Normandie, Fertigstellung 1994
- Tour Horizons, Fertigstellung 2011
- Tour Carpe Diem, Fertigstellung 2013